# لا توربی

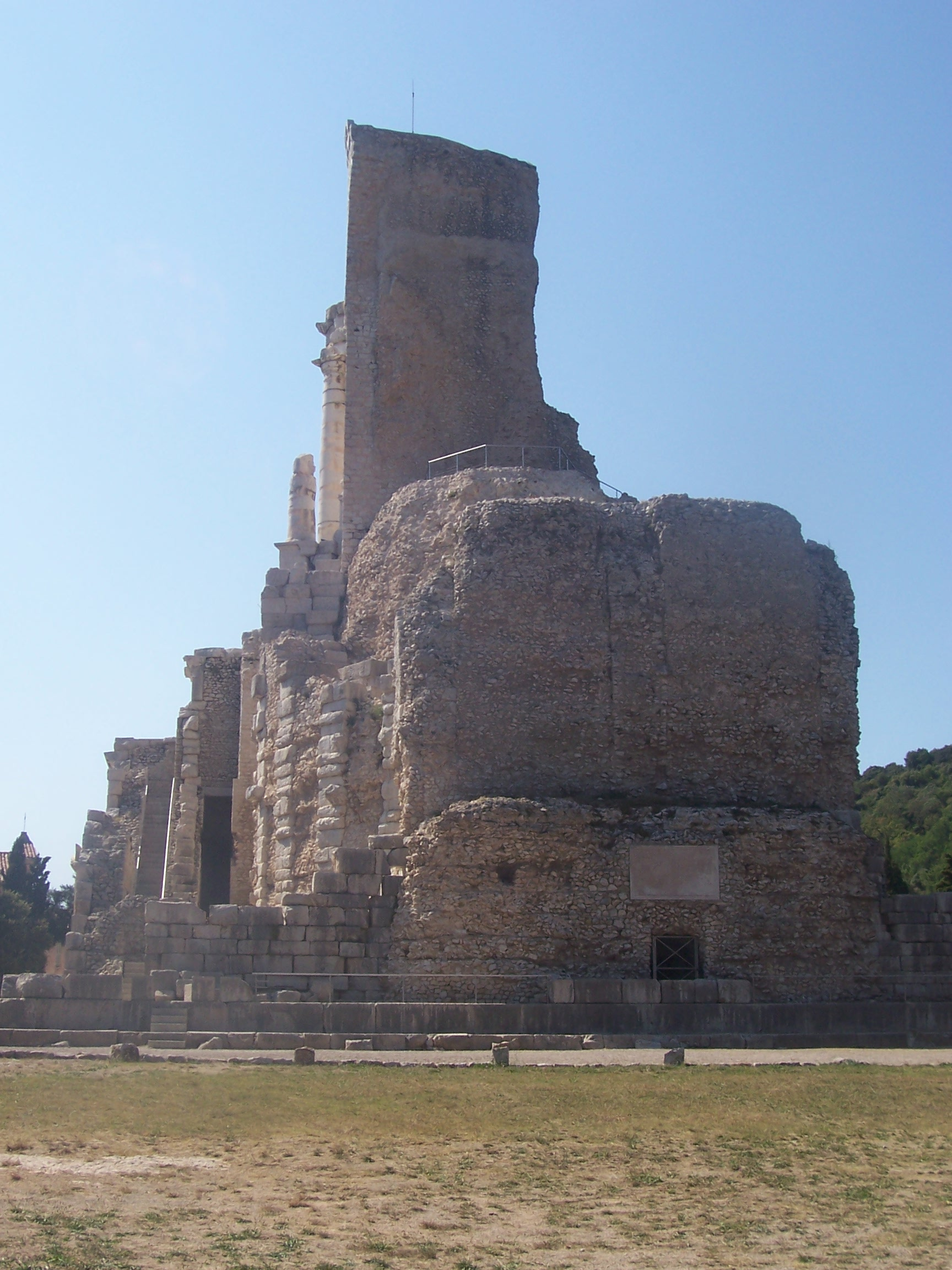
Trophee des Alpes in La Turbie, France

لا توربی (به فرانسوی: La Turbie) یک کمون در فرانسه است که در Canton of Villefranche-sur-Mer واقع شده‌است.

## خصوصیات
لا توربی ۷٫۴۲ کیلومترمربع مساحت و ۳٬۱۶۵ نفر جمعیت دارد.

## خواهرخوانده
شهر Sarre, Aosta Valley خواهرخواندهٔ لا توربی هست.